# Мильчус
Мильчус — река в России, протекает по Шиловскому району Рязанской области. Левый приток реки Средник. Длина реки составляет 25 км, площадь водосборного бассейна 197 км².

## География
Река Мильчус берёт начало у станции Ушинский. Течёт на север через населённые пункты Елизаветинка, Инякино, Сельцо-Сергиевка, Полтавка. Устье реки находится у посёлка Акулово в 8 км по левому берегу реки Средник. Высота устья — 91 м над уровнем моря.

## Данные водного реестра
По данным государственного водного реестра России относится к Окскому бассейновому округу, водохозяйственный участок реки — Ока от города Рязань до водомерного поста у села Копоново, без реки Проня, речной подбассейн реки — бассейны притоков Оки до впадения Мокши. Речной бассейн реки — Ока.
Код объекта в государственном водном реестре — 09010102212110000026185.

## Название
Название Мильчус входит в ареал балтийской гидронимии на -ус Среднего Поочья и имеет соответствия среди литовских гидронимов: Mylẽ, Milys, Miliuša, Milãšius и под.